# Parafia Świętych Apostołów Piotra i Pawła w Zagórowie
Parafia Świętych Apostołów Piotra i Pawła w Zagórowie – jedna z 7 parafii leżącą w granicach dekanatu zagórowskiego. Erygowana w 1453 roku. Kościół parafialny został wybudowany w latach 1740–1760 z fundacji Mikołaja Antoniego Łukomskiego, opata lądzkiego, w stylu późnobarokowym.

## Dokumenty
Księgi metrykalne: 
- ochrzczonych od 1945 roku
- małżeństw od 1945 roku
- zmarłych od 1945 roku

## Proboszczowie i administratorzy
Do 1820 roku parafię prowadzili cystersi z Lądu.
- Franciszek Więckiewicz (1820–1823)
- Mikołaj Wadowski (1823–1871)
- Feliks Besler (1871–1875)
- Mikołaj Machowiak (1875–1884)[2]
- Jan Nepomucen Trojanowski (1884–1898)[3]
- Kazimierz Pęcherski (1898–1909)[4]
- Jan Kabata (1910–1926)[5]
- Jan Sowiński (1926–1943)
- Jan Świderski (1945–1950)
- Lambert Ślisiński (1950–1967)
- Edward Smolarek (1967–1984)
- Ryszard Maciejowski (1984–2008)[6][7]
- Adam Czechorowski (2008–2021)
- Witold Zieliński (od 2021)